# Juana López
Juana López (Valparaíso, 1845-Santiago, 24 de enero de 1904) fue una cantinera y enfermera del Ejército de Chile que está considerada como heroína militar chilena. Participó en numerosas batallas durante la Guerra del Pacífico (1879-1883). Más que por motivos patrióticos, López se involucró inicialmente en la guerra para seguir a su familia, esposo e hijos, quienes se enrolaron en el Ejército y fueron destinados a luchar en los campos de batalla en el norte de Chile. Al enterarse de la muerte de estos, decidió continuar en las filas y seguir con las tropas hasta la ocupación de Lima en enero de 1881. Un sable de un oficial enemigo que Juana López conquistó en batalla se conserva el Museo Histórico Nacional.

## Biografía
Juana López nació en Valparaíso en 1845. Aparte del lugar y año de su nacimiento, nada se sabe sobre sus primeros años. Cuando se iniciaron las hostilidades de la guerra del Pacífico en abril de 1879, Juana se enroló en el 2.° Regimiento Movilizado Valparaíso con el propósito de seguir a su familia, a su esposo Manuel Saavedra y a sus tres hijos, quienes se habían enrolado y marchado al frente con otras unidades del ejército de Chile.
Su marido y dos de sus hijos fallecieron en la Batalla de Dolores entre las fuerzas del ejército chileno y las fuerzas aliadas de Perú y Bolivia en la campaña de Tarapacá el 19 de noviembre de 1879. Su tercer hijo murió en la expedición Lynch en 1880. La pérdida de su familia en la guerra reforzó su bravura y la impulsó con mayor energía a pelear por su patria.
Juana participó en calidad de enfermera y cantinera en las acciones de Antofagasta, Pisagua, San Francisco, Tacna, Chorrillos, Miraflores y en la ocupación de Lima por las tropas chilenas. Se cuenta que durante una batalla arrebató una espada a un oficial enemigo y le dio muerte. Junto a las tropas chilenas entró en la capital peruana portando aquella espada, en cuya vaina escribió las fechas de las batallas en que participó y el siguiente texto:
«Recuerdo de Juana López, como cual modo la espada vencedora con que vengó su sentimiento como hizo valerosamente Judith o Holofernes ¡VIVA CHILE! Sobre ésta espada que nunca jamás Chile será vencido. También espero que la persona chilena les cautiva la esperanza, con ella misma lo último. Para recuerdo firma Juana López. Enero 15 de 1881»
Al término de la guerra regresó a Chile y fue recibida con honores. Además de su espada, trajo consigo dos condecoraciones, una medalla por la Campaña de Lima y otra por la batalla de Huamachuco, librada el 10 de julio de 1883 en los Andes peruanos, donde las fuerzas chilenas al mando del General Alejandro Gorostiaga derrotaron al ejército peruano comandado por el Coronel Andrés Avelino Cáceres. Esta batalla es considerada la derrota definitiva de la resistencia peruana en la Guerra del Pacífico. A su regreso Juana López recibió otra medalla otorgada por la Municipalidad de Valparaíso.

### Últimos años
A pesar del reconocimiento por su valor militar, solo en 1898 Juana López recibió una pensión por gracia de 15 pesos mensuales, un estipendio magro comparado con la pensión que era otorgada a hombres excombatientes a quienes se asignaba una pensión cercana a los 200 pesos. Esto le alcanzó para pagar el arriendo de dos pequeñas piezas donde vivió sus últimos años al cuidado de su hija Ceferina Vargas. Juana López murió de endocarditis el 24 de enero de 1904 a la edad de 60 años. En agosto de 1910 se hermoseó su tumba en el Cementerio General de Santiago y recibió homenaje en un acto patriótico encabezado por Pablo Urzúa Vergara, Intendente de Santiago (1908-1918). El 15 de octubre de 1936 sus restos fueron trasladados a la sepultura N.º 3811, patio 54, ubicada en Los Cipreses con Baquedano. El histórico sable que Juana López trajo como trofeo de guerra desde Perú se conserva actualmente en el Museo Histórico Nacional de Santiago de Chile.